# Erik Sanko
Erik Sanko is een bassist uit New York die speelde in The Lounge Lizards en tegenwoordig in Skeleton Key.
Sanko werkte in het verleden ook samen met Marc Ribot, John Cale, Yoko Ono, Jim Carroll, Gavin Friday, They Might Be Giants, The Melvins en leden van Enon en Sleepytime Gorilla Museum.

## Discografie
- Past Imperfect, Present Tense, 2001 Jetset Records
- Puppet Boy, 2016